# Lista över fornlämningar i Gotlands kommun
Lista över fornlämningar i Gotlands kommun är en förteckning av ett urval av de fornlämningar som finns i Gotlands kommun.

## Akebäck
| Namn         | Lämningstyp  | Tillkomsttid | Historisk indelning | Plats | Läge                 | ID-nr          | Bild                                      |
| ------------ | ------------ | ------------ | ------------------- | ----- | -------------------- | -------------- | ----------------------------------------- |
| Akebäck 5:1  | Hällristning |              | Akebäck, Gotland    |       | 57.553246, 18.397660 | 11100000000468 | Ladda upp en bild av detta fornminne      |
| Akebäck 6:1  | Stensättning |              | Akebäck, Gotland    |       | 57.553713, 18.397832 | 10089200060001 | Ladda upp en bild av detta fornminne      |
| Akebäck 7:1  | Stensättning |              | Akebäck, Gotland    |       | 57.557511, 18.396999 | 10089200070001 | Ladda upp en bild av detta fornminne      |
| Akebäck 11:1 | Bildristning |              | Akebäck, Gotland    |       | 57.547493, 18.392234 | 10089200110001 | Ladda upp en till bild av detta fornminne |
| Akebäck 13:1 | Gravfält     |              | Akebäck, Gotland    |       | 57.558422, 18.391480 | 10089200130001 | Ladda upp en bild av detta fornminne      |
| Akebäck 15:1 | Stensättning |              | Akebäck, Gotland    |       | 57.538310, 18.368891 | 10089200150001 | Ladda upp en bild av detta fornminne      |
| Akebäck 26:2 | Hällristning |              | Akebäck, Gotland    |       | 57.556332, 18.388512 | 11100000000469 | Ladda upp en bild av detta fornminne      |
| Akebäck 33:1 | Stensättning |              | Akebäck, Gotland    |       | 57.551273, 18.377317 | 10089200330001 | Ladda upp en bild av detta fornminne      |
| Akebäck 34:1 | Stensättning |              | Akebäck, Gotland    |       | 57.555810, 18.384176 | 10089200340001 | Ladda upp en bild av detta fornminne      |
| Akebäck 34:2 | Stensättning |              | Akebäck, Gotland    |       | 57.555834, 18.384585 | 10089200340002 | Ladda upp en bild av detta fornminne      |

## Ala
Se Lista över fornlämningar i Gotlands kommun (Ala)

## Alskog
Se Lista över fornlämningar i Gotlands kommun (Alskog)

## Alva
Se Lista över fornlämningar i Gotlands kommun (Alva)

## Anga
Se Lista över fornlämningar i Gotlands kommun (Anga)

## Ardre
Se Lista över fornlämningar i Gotlands kommun (Ardre)

## Atlingbo
Se Lista över fornlämningar i Gotlands kommun (Atlingbo)

## Barlingbo
Se Lista över fornlämningar i Gotlands kommun (Barlingbo)

## Björke
Se Lista över fornlämningar i Gotlands kommun (Björke)

## Boge
Se Lista över fornlämningar i Gotlands kommun (Boge)

## Bro
Se Lista över fornlämningar i Gotlands kommun (Bro)

## Bunge
Se Lista över fornlämningar i Gotlands kommun (Bunge)

## Burs
Se Lista över fornlämningar i Gotlands kommun (Burs)

## Buttle
Se Lista över fornlämningar i Gotlands kommun (Buttle)

## Bäl
Se Lista över fornlämningar i Gotlands kommun (Bäl)

## Dalhem
Se Lista över fornlämningar i Gotlands kommun (Dalhem)

## Eke
Se Lista över fornlämningar i Gotlands kommun (Eke)

## Ekeby
Se Lista över fornlämningar i Gotlands kommun (Ekeby)

## Eksta
Se Lista över fornlämningar i Gotlands kommun (Eksta)

## Endre
Se Lista över fornlämningar i Gotlands kommun (Endre)

## Eskelhem
Se Lista över fornlämningar i Gotlands kommun (Eskelhem)

## Etelhem
Se Lista över fornlämningar i Gotlands kommun (Etelhem)

## Fardhem
Se Lista över fornlämningar i Gotlands kommun (Fardhem)

## Fide
Se Lista över fornlämningar i Gotlands kommun (Fide)

## Fleringe
Se Lista över fornlämningar i Gotlands kommun (Fleringe)

## Fole
Se Lista över fornlämningar i Gotlands kommun (Fole)

## Follingbo
Se Lista över fornlämningar i Gotlands kommun (Follingbo)

## Fröjel
Se Lista över fornlämningar i Gotlands kommun (Fröjel)

## Fårö
Se Lista över fornlämningar i Gotlands kommun (Fårö)

## Gammelgarn
Se Lista över fornlämningar i Gotlands kommun (Gammelgarn)

## Ganthem
Se Lista över fornlämningar i Gotlands kommun (Ganthem)

## Garde
Se Lista över fornlämningar i Gotlands kommun (Garde)

## Gerum
Se Lista över fornlämningar i Gotlands kommun (Gerum)

## Gothem
Se Lista över fornlämningar i Gotlands kommun (Gothem)

## Grötlingbo
Se Lista över fornlämningar i Gotlands kommun (Grötlingbo)

## Guldrupe
Se Lista över fornlämningar i Gotlands kommun (Guldrupe)

## Hablingbo
Se Lista över fornlämningar i Gotlands kommun (Hablingbo)

## Hall
Se Lista över fornlämningar i Gotlands kommun (Hall)

## Halla
Se Lista över fornlämningar i Gotlands kommun (Halla)

## Hamra
Se Lista över fornlämningar i Gotlands kommun (Hamra)

## Hangvar
Se Lista över fornlämningar i Gotlands kommun (Hangvar)

## Havdhem
Se Lista över fornlämningar i Gotlands kommun (Havdhem)

## Hejde
Se Lista över fornlämningar i Gotlands kommun (Hejde)

## Hejdeby
Se Lista över fornlämningar i Gotlands kommun (Hejdeby)

## Hejnum
Se Lista över fornlämningar i Gotlands kommun (Hejnum)

## Hellvi
Se Lista över fornlämningar i Gotlands kommun (Hellvi)

## Hemse
Se Lista över fornlämningar i Gotlands kommun (Hemse)

## Hogrän
Se Lista över fornlämningar i Gotlands kommun (Hogrän)

## Hörsne
Se Lista över fornlämningar i Gotlands kommun (Hörsne)

## Klinte
Se Lista över fornlämningar i Gotlands kommun (Klinte)

## Kräklingbo
Se Lista över fornlämningar i Gotlands kommun (Kräklingbo)

## Källunge
Se Lista över fornlämningar i Gotlands kommun (Källunge)

## Lau
Se Lista över fornlämningar i Gotlands kommun (Lau)

## Levide
Se Lista över fornlämningar i Gotlands kommun (Levide)

## Linde
Se Lista över fornlämningar i Gotlands kommun (Linde)

## Lojsta
Se Lista över fornlämningar i Gotlands kommun (Lojsta)

## Lokrume
Se Lista över fornlämningar i Gotlands kommun (Lokrume)

## Lummelunda
Se Lista över fornlämningar i Gotlands kommun (Lummelunda)

## Lye
Se Lista över fornlämningar i Gotlands kommun (Lye)

## Lärbro
Se Lista över fornlämningar i Gotlands kommun (Lärbro)

## Martebo
Se Lista över fornlämningar i Gotlands kommun (Martebo)

## Mästerby
Se Lista över fornlämningar i Gotlands kommun (Mästerby)

## Norrlanda
Se Lista över fornlämningar i Gotlands kommun (Norrlanda)

## När
Se Lista över fornlämningar i Gotlands kommun (När)

## Näs
Se Lista över fornlämningar i Gotlands kommun (Näs)

## Othem
Se Lista över fornlämningar i Gotlands kommun (Othem)

## Roma
Se Lista över fornlämningar i Gotlands kommun (Roma)

## Rone
Se Lista över fornlämningar i Gotlands kommun (Rone)

## Rute
Se Lista över fornlämningar i Gotlands kommun (Rute)

## Sanda
Se Lista över fornlämningar i Gotlands kommun (Sanda)

## Silte
Se Lista över fornlämningar i Gotlands kommun (Silte)

## Sjonhem
Se Lista över fornlämningar i Gotlands kommun (Sjonhem)

## Sproge
Se Lista över fornlämningar i Gotlands kommun (Sproge)

## Stenkumla
Se Lista över fornlämningar i Gotlands kommun (Stenkumla)

## Stenkyrka
Se Lista över fornlämningar i Gotlands kommun (Stenkyrka)

## Stånga
Se Lista över fornlämningar i Gotlands kommun (Stånga)

## Sundre
Se Lista över fornlämningar i Gotlands kommun (Sundre)

## Tingstäde
Se Lista över fornlämningar i Gotlands kommun (Tingstäde)

## Tofta
Se Lista över fornlämningar i Gotlands kommun (Tofta)

## Träkumla
Se Lista över fornlämningar i Gotlands kommun (Träkumla)

## Vall
Se Lista över fornlämningar i Gotlands kommun (Vall)

## Vallstena
Se Lista över fornlämningar i Gotlands kommun (Vallstena)

## Vamlingbo
Se Lista över fornlämningar i Gotlands kommun (Vamlingbo)

## Viklau
Se Lista över fornlämningar i Gotlands kommun (Viklau)

## Visby
Se Lista över fornlämningar i Gotlands kommun (Visby)

## Vänge
Se Lista över fornlämningar i Gotlands kommun (Vänge)

## Väskinde
Se Lista över fornlämningar i Gotlands kommun (Väskinde)

## Västergarn
Se Lista över fornlämningar i Gotlands kommun (Västergarn)

## Västerhejde
Se Lista över fornlämningar i Gotlands kommun (Västerhejde)

## Väte
Se Lista över fornlämningar i Gotlands kommun (Väte)

## Öja
Se Lista över fornlämningar i Gotlands kommun (Öja)

## Östergarn
Se Lista över fornlämningar i Gotlands kommun (Östergarn)